# Луизенштадтское кладбище

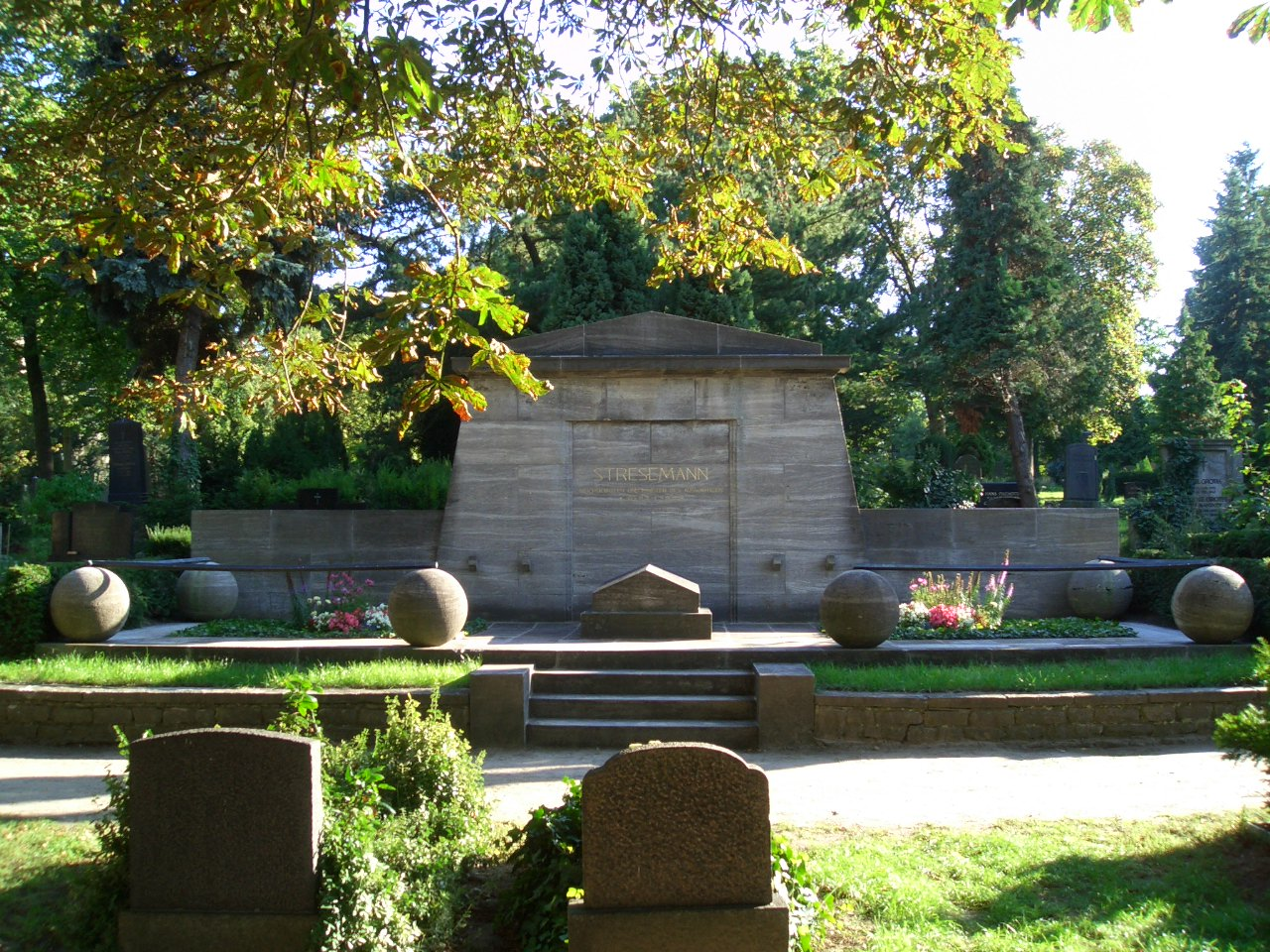
Могила Густава Эрнста Штреземанна — министра иностранных дел и временного канцлера Веймарской республики. Лауреата Нобелевской премии 1926 года.

Луизенштадтское кладбище (нем. Luisenstädtischer Friedhof) — кладбище в берлинском районе Кройцберг. Оно было разбито в 1831 году на месте неплодоносившего виноградника для общины района Луизенштадт. При площади почти в 100 000 квадратных метров является одним из крупнейших кладбищ Кройцберга.
На кладбище в 1921 году был похоронен газетный магнат  Август Шерль и  в 1929 году – Густав Эрнст Штреземанн — министр иностранных дел и временный канцлер Веймарской республики. Лауреат Нобелевской премии 1926 года.

## Особое значение кладбища в эпоху национал-социализма
Особое значение кладбище приобрело в нацистскую эпоху как так называемое «главное кладбище движения». В период с сентября 1931 года по апрель 1935 года здесь были похоронены 22 известных национал-социалиста, не считая официальных видных партийных лидеров. Многие из них погибли в ожесточенных столкновениях с оппонентами партии, но среди них также и сторонники партии, которые были убиты во внутрипартийной борьбе или покончили жизнь самоубийством.

Тела были похоронены там в поминальной службе, в большой степени наполненной элементами национал-социализма.
Ответственный пастор Йоханнес Венцель, пастор Новой Гарнизонной церкви, которой принадлежало кладбище, сыграл важную роль в организации и установлении связей между протестантской церковью и нацистской диктатурой. Венцель открыто сочувствовал национал-социалистическому движению, всегда был готов произносить свои проповеди и благословения среди свастики и под аккорды песни Хорста Весселя. Это были лишь две составляющие тоталитарной инсценировки, которая происходила на каждых похоронах нацистского активиста в помещении церкви.
В сентябре 1931 года Венцель лично встретился на кладбище Луизенштадта с Йозефом Геббельсом, который регулярно сидел у открытых могил павших нацистов. Геббельс подбадривал скорбящих такими словами, сказанными в его похоронной молитве за члена СА: «Мы не хотим больше оставаться наковальней — мы хотим быть молотом!»
Сразу после этого открытого призыва к мести от 150 до 200 членов его партии штурмовали помещения социал-демократической газеты «Vorwärts», которые находились недалеко от кладбища Луизенштадта.
Сегодня ни одна из этих гробниц нацистов, кроме могилы самого «коричневого пастора» уже не существует, при каких обстоятельствах они исчезли было недокументировано.